# اچ‌ام‌اس تانتالوس (پی۳۱۸)
اچ‌ام‌اس تانتالوس (پی۳۱۸) (به انگلیسی: HMS Tantalus (P318)) یک زیردریایی بود که طول آن ۲۷۶ فوت ۶ اینچ (۸۴٫۲۸ متر) بود. این زیردریایی در سال ۱۹۴۳ ساخته شد.